# C區 (約旦河西岸)

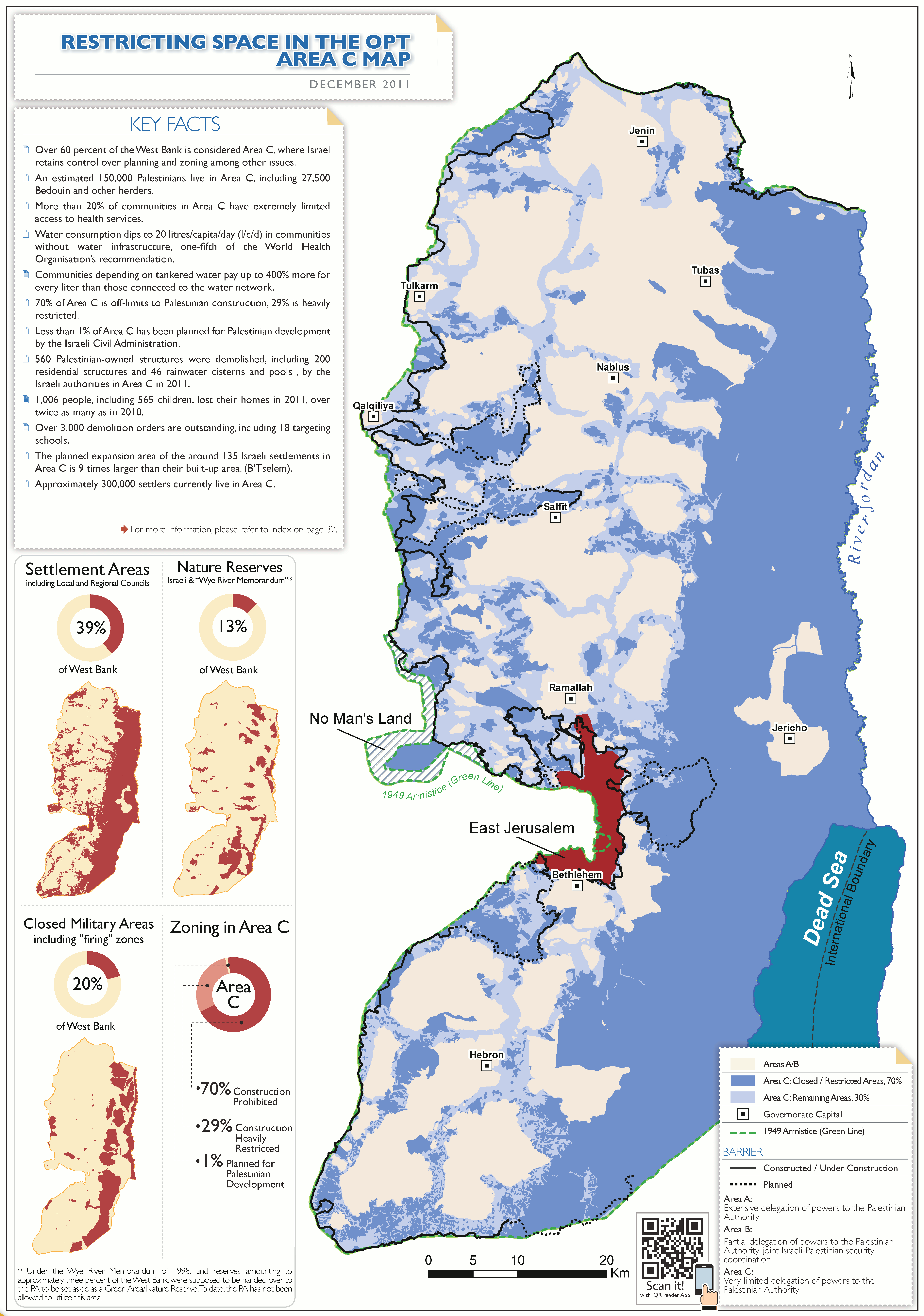
藍色和淺藍色為C區，紅色為东耶路撒冷

C区（希伯來語：שטח C）是指由以色列直接控制的約旦河西岸地區，即巴勒斯坦飛地（A区和B区）、东耶路撒冷以外的約旦河西岸地區。 C区约占約旦河西岸地區的61%，C區境內有以色列定居点，并且C区內的很多地方禁止巴勒斯坦人進入，或者即使能進入也會有其他限制。1995年，根据《奥斯陆第二协议》， 以色列原本承诺會“逐步將C區移交给巴勒斯坦國”，但以色列最終並未移交。:vii
自1967年6月起，C区（不包括东耶路撒冷）与B区一起处于以色列军事控制之下。C区的犹太人由以色列犹地亚-撒马利亚区行政部门負責管理。巴勒斯坦民族权力机构负责C区的巴勒斯坦人的医疗和教育服务；基础设施都由以色列負責。 